# 磁县第一中学
磁县第一中学是河北省邯郸市磁县的一所全日制中学，位于县治磁州镇。该校创建于1951年，原名磁县中学，1958年更名为磁县第一中学。1978年被确定为“省级重点中学”。